# Teloschistes flavicans
Teloschistes flavicans är en lavart som först beskrevs av Olof Swartz, och fick sitt nu gällande namn av Norman. Teloschistes flavicans ingår i släktet Teloschistes och familjen Teloschistaceae.   Inga underarter finns listade i Catalogue of Life.

## Källor

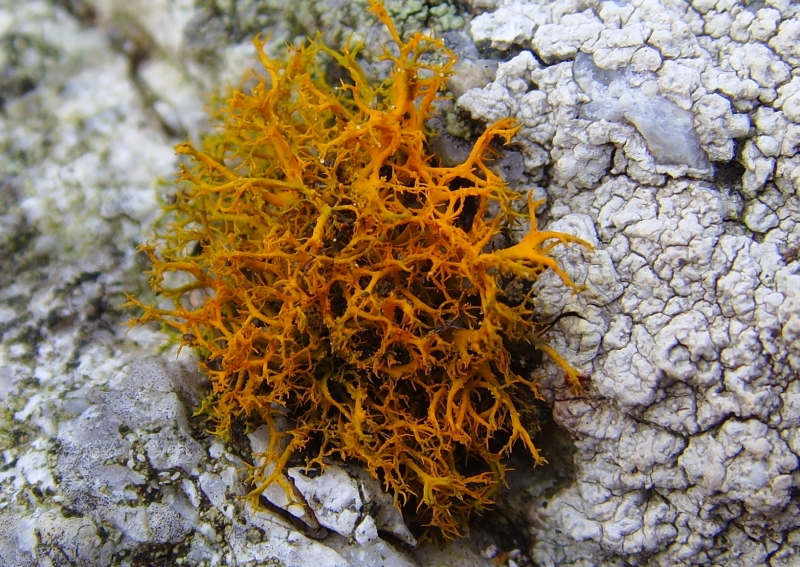
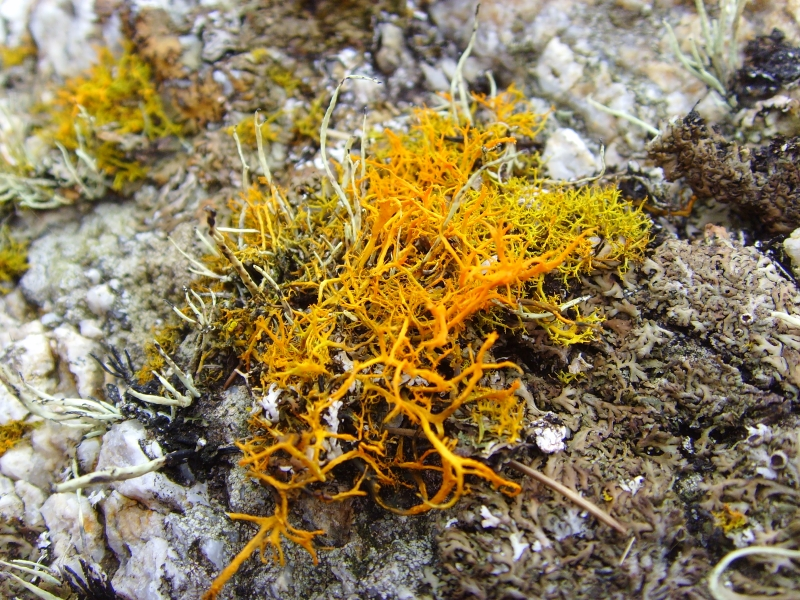